# Види в найменшій загрозі
У найменшій загрозі (англ. Least Concern, LC) — категорія Міжнародного союзу охорони природи (МСОП) та його червоного списку, що надається сучасним видам або таксонам нижчого рангу, які пройшли оцінку стану популяції, але не були занесені до жодної іншої категорії, зокрема не є «під загрозою» (threatened), «близьким до загрозливого» (near threatened) або (до 2001 року) «залежним від охорони» (conservation dependent). Більшість широко поширених видів, як-от сизий голуб, звичайний ялівець і домова миша, належать до цієї категорії. З 2008 року до категорії формально належить і людина.
Вид не може бути занесений до цієї категорії, якщо статус його популяції не пройшов оцінку, для якої потрібно отримати необхідну кількість інформації про поширення, розміри популяцій та тенденцію їх змін, потрібну для визначення ризику зникнення. З 2001 (версії 3.1 бази даних) року для категорії використовується акронім «LC». Проте близько 20 % таксонів, класифікованих за цією категорією (3261 з 15636) мають код «LR/lc». Це означає, що вони не були переоцінені з 2000 року. До 2001 року використовувався акронім «LR/lc» або «lc».